# Campionati europei di nuoto in vasca corta 2010 - 200 metri rana maschili
Le qualifiche per la finale si sono svolte la mattina del 28 novembre 2010, mentre la finale si è svolta la sera dello stesso giorno.

## Medaglie
| Posizione | Atleta            | Paese    |
| --------- | ----------------- | -------- |
| Oro       | Marco Koch        | Germania |
| Argento   | Alvarez Caraballo | Spagna   |
| Bronzo    | Anton Lobanov     | Russia   |

## Record
Prima della manifestazione il record del mondo (RM), il record europeo (EU) e il record dei campionati (RC) erano i seguenti.
| Record mondiale       | 2:00.67 | Dániel Gyurta Ungheria | 13 dicembre 2009 Istanbul, Turchia |
| Record europeo        | 2:00.67 | Dániel Gyurta Ungheria | 13 dicembre 2009 Istanbul, Turchia |
| Record dei campionati | 2:00.67 | Dániel Gyurta Ungheria | 13 dicembre 2009 Istanbul, Turchia |

Durante la competizione non sono stati migliorati record.

## Risultati batterie
| Pos. | Atleta                   | Nazionalità | Tempo       | Batteria    | Corsia      | Note        |
| ---- | ------------------------ | ----------- | ----------- | ----------- | ----------- | ----------- |
| 1    | Mel. Alvarez Caraballo   | Spagna      | 2:06.40     | 3           | 4           |             |
| 2    | Marco Koch               | Germania    | 2:07.23     | 3           | 5           |             |
| 3    | Edoardo Giorgetti        | Italia      | 2:08.44     | 4           | 4           |             |
| 3    | Laurent Carnol           | Lussemburgo | 2:08.44     | 4           | 6           |             |
| 5    | Igor Borysik             | Ucraina     | 2:08.54     | 4           | 5           |             |
| 6    | Anton Lobanov            | Russia      | 2:08.70     | 3           | 3           |             |
| 7    | Hunor Mate               | Austria     | 2:08.95     | 2           | 5           |             |
| 8    | Edvinas Dautartas        | Lituania    | 2:09.26     | 3           | 7           |             |
| 9    | Chris Christensen        | Danimarca   | 2:09.46     | 2           | 4           |             |
| 10   | Lennart Stekelenburg     | Paesi Bassi | 2:09.60     | 1           | 4           |             |
| 11   | Dávid Verrasztó          | Ungheria    | 2:09.65     | 1           | 3           |             |
| 12   | Fabio Scozzoli           | Italia      | 2:10.24     | 2           | 7           |             |
| 13   | Giedrius Titenis         | Lituania    | 2:10.90     | 2           | 3           |             |
| 14   | Tomas Klobucnik          | Slovacchia  | 2:11.48     | 4           | 2           |             |
| 15   | Yaroslav Parakhin        | Ucraina     | 2:12.01     | 2           | 2           |             |
| 16   | Yannick Kaeser           | Svizzera    | 2:12.39     | 4           | 8           |             |
| 17   | Igor Kozlovskij          | Lituania    | 2:12.47     | 2           | 1           |             |
| 18   | Flavio Bizzarri          | Italia      | 2:12.86     | 3           | 8           |             |
| 19   | William Debourges        | Francia     | 2:13.42     | 3           | 1           |             |
| 20   | Lovro Bilonic            | Croazia     | 2:15.25     | 4           | 7           |             |
| 21   | Nuno Goncalo Quintanilha | Portogallo  | 2:15.75     | 3           | 6           |             |
| 22   | Sverre Naess             | Norvegia    | 2:16.60     | 3           | 2           |             |
| 23   | Hrafn Traustason         | Islanda     | 2:19.72     | 1           | 5           |             |
|      | Alan Cabello Forns       | Spagna      | non partito | non partito | non partito | non partito |
|      | Colin Bridier            | Svizzera    | non partito | non partito | non partito | non partito |
|      | Akos Molnar              | Ungheria    | non partito | non partito | non partito | non partito |

## Finale
| Pos. | Atleta                 | Nazionalità | Tempo        | Corsia       | Note         |
| ---- | ---------------------- | ----------- | ------------ | ------------ | ------------ |
|      | Marco Koch             | Germania    | 2:04.86      | 5            |              |
|      | Mel. Alvarez Caraballo | Spagna      | 2:05.41      | 4            |              |
|      | Anton Lobanov          | Russia      | 2:06.71      | 7            |              |
| 4    | Laurent Carnol         | Lussemburgo | 2:07.12      | 6            |              |
| 5    | Hunor Mate             | Austria     | 2:07.66      | 1            |              |
| 5    | Edoardo Giorgetti      | Italia      | 2:07.66      | 3            |              |
| 7    | Edvinas Dautartas      | Lituania    | 2:09.04      | 8            |              |
|      | Igor Borysik           | Ucraina     | squalificato | squalificato | squalificato |